# Utinga (Bahia)
Utinga is een gemeente in de Braziliaanse deelstaat Bahia. De gemeente telt 20.448 inwoners (schatting 2009).